# Абкар, Клара
Клара Абкар (Абгар, Клара Абгарян, арм. Կլարա Աբգար, перс. کلارا آبکار‎, англ. Clara Abkar; 1916, Тегеран, Иран — 20 марта 1996, Тегеран, Иран) — первая иранская женщина-миниатюрист.

## Биография
Родилась в Тегеране 5 ноября 1915 года в армянской семье из Новой Джульфы.
Абкар получила начальное образование в армянской школе Давотяна.
Затем в 1934 году она поступила в Тегеранскую школу искусств для женщин и обучалась живописи миниатюр у таких мастеров, как Мохаммад Хади Таджвиди. Получила диплом по миниатюре и в 1938 году поступила в Высшую академию изящных искусств. В этой академии она также получила степень по миниатюрной живописи. К этому времени она была экспертом в миниатюрной живописи, иллюминации, плитке гирих и лаковой живописи.
Абкар было 40 лет, когда после 14 лет работы и преподавания она устроилась на работу в Школу изящных искусств Тегеранского университета.
Она была членом Иранской художественной организации. Её работы были представлены на многих выставках и она пользовалась большой известностью в Иране. В 1988 году, в возрасте 73 лет, она провела свою первую выставку в Национальном музее искусств в Иране, которая была встречена с большим восхищением.
В 1989 году она получила степень магистра от Министерства культуры и исламской ориентации. Примерно в то же время она решила превратить свой собственный дом в мастерскую по живописи, которая также служила выставкой её работ. Впоследствии она пожертвовала свой дом и все свои работы Организации культурного наследия Ирана.
18 мая 1994 года, в Международный день музеев, по распоряжению правительства в садах бывшего королевского дворца Саад Абад был открыт музей имени Клары Акбар, где экспонируются её значимые работы.
Несмотря на свои финансовые трудности, Клара Абкар никогда не выставляла свои работы на продажу.
Умерла 20 марта 1996 года в возрасте 81 года после продолжительной болезни. Художница была похоронена на армянском кладбище Бурастан в Тегеране.